# Królewskie Madryckie Towarzystwo Ekonomiczne Przyjaciół Kraju
Królewskie Madryckie Towarzystwo Ekonomiczne Przyjaciół Kraju (hiszp. Real Sociedad Económica Matritense de Amigos del País) – filantropijna instytucja hiszpańskiego oświecenia powołana w 1775 w Madrycie przez króla Karola III. Jej pomysłodawcą był Pedro Rodríguez Pérez, książę Campomanes. Do zadań towarzystwa należały promocja historii i kultury, krzewienie praktycznej i bezpłatnej edukacji oraz wdrażanie rezultatów najnowszych badań dla rozwoju kraju i wzrostu społecznego dobrobytu. Motto instytucji brzmi Pomagać ucząc (hiszp. Socorrer enseñando).